# Brahea salvadorensis
Brahea salvadorensis  es una especie perteneciente a la familia de las palmeras (Arecaceae).

## Descripción
Son palmas erectas, solitarias, fuertes, de tamaño mediano, armadas, frecuentemente en colonias pequeñas; con tallos columnares, de hasta 6 m de alto o frecuentemente acaulescentes, desnudos o cubiertos por abajo de la corona con los restos de las vainas de las hojas caducas; plantas hermafroditas. Hojas con lámina casi orbicular, muy cortamente costado-palmeada, con 70 segmentos profundamente bífidos; segmentos de 85 cm de largo y 1–2 cm de ancho, envés inicialmente lepidoto-tomentoso con escamas peltado-fimbriadas caducas, nervios principales inicialmente flocoso-furfuráceos; vaina inerme, glabra, rojiza, con fibras suaves, dividiéndose en una red de fibras, pecíolo alargado, ligeramente convexo adaxialmente, irregularmente convexo abaxialmente, inicialmente furfuráceo-lanado-lepidoto, armado con dientes marginales agudos e incurvados, extendiéndose hacia la base de lámina, lígula gruesamente membranosa en la cara adaxial. Inflorescencias de 100–150 cm de largo, interfoliares, igualando o excediendo a las hojas, erectas o arqueadas, delgadas, inmediatamente divididas en series de unidades ramificadas colgantes, brácteas tubulares ca 7, rígidas, rojas, abriéndose oblicuamente en el ápice, envainando al pedúnculo y a la base de las ramas primarias, ramas primarias de 70 cm de largo; raquillas 8–18 cm de largo, blanco-tomentosas, glabrescentes cuando en fruto, flores 5–6 mm de largo, en glomérulos de (1–) 2–3 sobre pulvínulos bracteolados ligeramente elevados; sépalos libres, glabros en los márgenes, escasamente pubescentes en la mitad inferior, sin márgenes escariosos; pétalos libres, valvados, reflexos en la antesis, glabros o con un mechón de tricomas en la base, dorsalmente subtomentosos o glabros; estambres 6. Frutos subglobosos, negruzcos, residuo estigmático subapical, exocarpo liso cuando maduro, pubescente cuando joven, mesocarpo carnoso, endocarpo delgado, frecuentemente adherido a la semilla; semilla globosa o subglobosa, endosperma homogéneo, con intrusiones profundas, embrión lateral, eofilo simple.

## Distribución y hábitat
Es una especie poco común que se encuentra en laderas rocosas secas, a veces en bosques de pino - encinos, de la zona norcentral a una altitud de 800–1600 metros en El Salvador y Nicaragua. La floración se produce en agosto. 

## Taxonomía
Brahea salvadorensis fue descrita por H.Wendl. ex Becc. y publicado en Webbia 2: 105–106. 1907.
Etimología
Brahea: nombre genérico otorgado en honor del astrónomo danés, Tycho Brahe (1546–1601).
salvadorensis: epíteto geográfico que alude a su localización en El Salvador.
Sinonimia
- Acoelorrhaphe salvadorensis (H.Wendl. ex Becc.) Bartlett, Publ. Carnegie Inst. Wash. 461: 32 (1935).
- Erythea salvadorensis (H.Wendl. ex Becc.) H.E.Moore, Gentes Herb. 8: 217 (1951).
- Acoelorrhaphe cookii Bartlett, Publ. Carnegie Inst. Wash. 461: 32 (1935).[4]